# Западная вересковая полёвка
Западная вересковая полёвка (лат. Phenacomys intermedius) — небольшая полёвка, обитающая на западе Северной Америки. До недавнего времени считалась подвидом  восточной вересковой полёвки (Phenacomys ungava).

## Систематика
Первоначально Хауэлл выделял три вида вересковых полевок (Ph. intermedius, Ph. mackenzii и Ph. ungava). Позднее число видов было сокращено до двух (Ph. intermedius и Ph. ungava), причем форма mackenzii была включена в Ph. ungava. В дальнейшем Кроу включил все формы в один вид Ph. intermedius, предполагая наличие интерградации между Ph. ungava и Ph. intermedius в юго-западной Альберте.  Эта точка зрения стала доминирующей, до тех пор пока Фостер и Петерсон не подвергли сомнению оценку Кроу влияния возрастных эффектов на его идентификацию предполагаемых переходных форм между Ph. intermedius и Ph. ungava. По мнению ряда специалистов, вопрос об  синонимии двух видов вересковых полёвок «требует более детального изучения, прежде чем может быть принято решение». Данная оценка актуальна и сегодня.

## Внутривидовая изменчивость
Гай Массер и Майкл Карлeтон  приводят 10 синонимов этого вида: celsus A. B. Howell, 1923; constablei J. A. Allen, 1899; laingi Anderson, 1942; levis A. B. Howell, 1923; olympicus Elliot, 1899; oramontis Rhoads, 1895; orophilus Merriam, 1891; preblei Merriam, 1897; pumilus (Elliot, 1899); truei J. A. Allen, 1894.
Из них Холл и Келсон признавали валидными в рамках Phenacomys intermedius sensu lato, включающего и Phenacomys ungava, четыре и пятый собственно intermedius: 
- Phenacomys intermedius celsus A. B. Howell, 1923 — изолированная популяция в центральной Калифорнии, заходит в Орегон.
- Phenacomys intermedius intermedius (Merriam, 1889) — большая часть ареала в Скалистых горах и Большой Бассейне.
- Phenacomys intermedius laingi Anderson, 1942 — побережье центральной Британской Колумбии
- Phenacomys intermedius levis A. B. Howell, 1923 — вдоль восточной границы Британской Колумбии и северо-запад Монтаны
- Phenacomys intermedius oramontis Rhoads, 1895 — от юга Британской Колумбии до северо-запада Орегона

## Образ жизни
Эти животные внешне похожи на луговую полёвку. У них короткие уши и короткий тонкий хвост, который внизу светлее. Их длинный мягкий мех — коричневатый с серебристо-серым низом. Они имеют длину 14 см, хвост 3,5 см и вес около 40 г.
Встречаются на альпийских лугах, открытых зарослях кустарников, сухих лесах с кустарниками, чтобы обеспечить укрытие, и в регионах тундры, обычно у воды, в Британской Колумбии, Юконе и на западе США. Летом они живут в норах, а зимой прячутся под снегом. Они хранят еду для последующего использования круглый год.
Летом они питаются листьями и ягодами растений, зимой используют кору и почки, а также семена и грибы. Являются добычей сов, ястребов и хищных млекопитающих.
Самка полёвки имеет 2 или 3 помета от 2 до 9 детенышей в гнезде, сделанном из травы.
Они активны круглый год.
Популяция этого животного сократилась в некоторых частях ареала из-за вырубки леса. 
Когда-то два вида вересковой полёвки считались одним видом.